# 太陽の黙示録の登場人物
太陽の黙示録の登場人物（たいようのもくじろくのとうじょうじんぶつ）とは、漫画作品『太陽の黙示録』に登場する人物の一覧である。

## 主人公
柳舷一郎（りゅう げんいちろう）声 - 松田洋治 / 少年時代：大久保祥太郎
日本再生特区代表。本編の主人公。実直・誠実な人柄と、人をひきつけるカリスマ性の持ち主。震災時年齢（2002年時点）11歳。2017年時点の年齢は26歳。東京都渋谷区出身。
日本政界の名門・柳家の跡取りであった。幼少期は動植物が好きで優れた観察力を持った子供で、変わり者と思われていたがすでにその能力や人間性の片鱗を見せており、震災後の行動でそれが発揮される。箱根で遭遇した大地震で家族と離れ離れになり、坂巻とともにその後西に向かうも日本海峡で遭難し、記憶喪失になる。そこを神戸の料理人だった台湾人夫婦に拾われ、彼らの養子となり台湾人「柳舷（リュウ シャン）」として暮らす。記憶を取り戻しても祖国や実の家族への思いとは別に「台湾人」としての誇りを失わなかった。また、台湾(中華民国）に移り住む以前に闇市で宗方と一度会っており（因みに宗方は対面時に当時捜索していた妹の美春と見間違えている）、その際彼らは占い師の老女に「二人の王」と予言される。
台湾での活躍後は、日本に戻って日本人難民の台湾社会受け入れを訴えたり、宗方との対峙や拓磨との再会、北日本（ノースエリア）で夏木恵理や海峡同盟、孫市との出会いを通じて南北日本の再統一や全世界に離散した日本人たちを取り戻すことを強く誓う。その思いの強さは、立花を逡巡の末に助け、孫市との交渉では受け入れに同意すれば彼の北日本での暴挙の全てに目をつぶるとまで発言するほどである。
（作中のストーリーに関する部分で）特定の職業や地位を持たないという、かわぐちかいじ作品では珍しい主人公といえる。台湾にいた頃は料理人として屋台で生計を立てていた。日本に帰国してからも時折その腕前を披露している。ノースエリア復興委員に選出されるも委員会の性質に反発し脱退している。しかし孫市や宗方との日本人難民受け入れの交渉が決裂したのを通し、遂にその望む地を自らの手で造り上げる事を決意する。そして、坂巻から聞いた韓国海猫島の日本人避難民キャンプと指導者の日本人（葛城亮）の話を聞き、韓国行きを決意する。そして、亮との出会いにより「第3の国」ことグレイ・シティに日本人避難民500万人を呼び寄せることを決める。
それから2年後の2020年、不死鳥を用いての稲の栽培試験が一定の成果を出した後は張や重村達と共にグレイ・シティに留まり、農地や米以外のタンパク源の確保に携わる。そして帰国した亮から、グレイ・シティの元首に指名され、これを承諾した。
そして様々な苦難に遭遇しながらも、周囲からの篤い助けや宗方との国民総投票による最後の対峙を経て、遂に「統一日本」を成立に導いた。
名前の由来は劉備（字は玄徳）で、張、羽田との関係は小説『三国志演義』のはじめのあたりを髣髴とさせる。また、名前の由来が『三国志演義』の登場人物である面々の中で、彼の名前だけが唯一、同音異義語のみで構成されている。
宗方操（むなかた みさお）
南日本（サウスエリア）第2代行政長官。「日本編」における主人公。元行政長官首席補佐官兼山陽道副知事。1985年8月10日生まれ。東京都板橋区出身。震災前は都立慶城高校に在学していたが夜逃げ直前に中退している。
大震災時、東京・渋谷で恋人の夏木恵理と共に遭遇。壊滅した東京の街を見て日本社会の崩壊を悟り、父の町工場が倒産し九州へと夜逃げ寸前だった自分の「未来が拓けた」と感じる。しかしその後家族が行方不明と知ったときはそう思った自分を責めており、それは同じく震災を黙示と捉えた七星会の董藤と比較して舷一郎が「似ているが根本的に違う」と評したような両者の対比（どちらも野心家で手段を選ばないが国家と国民を自らの私物扱いする董藤と、究極的には国家と国民の未来のために行動する宗方）の中で大きく現れている。既存の秩序の破壊と新秩序の創造への野心を持ち、恵理は彼をチェ・ゲバラになぞらえ、ロックウェルは彼の内面をマグマに例えた。
父や妹の生死が判らぬまま恵理と共に南へ渡り、急速にアメリカ化する社会を疑問視していたところに惇史の計らいで日本の人材復興計画（ロックウェル・プラン）に参加し渡米、ハーバード大学に留学。単独で日本海峡にあるM資源（メタンハイドレート）の開発方法を模索し、帰国後にロックウェルの補佐（復興省長官官房室長、本人希望で山陽道副知事兼任）となる。やがて南の目指すべき形はアメリカ化でもかつての日本の再現（南北統一）でもないと唱え、M資源を利用した新国家創立計画を目指すが、それ故日本統一を目指す海峡同盟からは目の敵にされている。海峡紛争において南日本軍を指揮し、戦術的には勝利するも、舷一郎を介して勝呂の目的を理解し、アメリカの仲介で休戦に応じる。しかしながら勝呂に董藤への反逆をたきつけたり、孫市と裏取引をしたりして舷一郎や羽田の反感を買う。恵理を取り戻すべく行動を進めギリギリのタイミングで居場所を突き止め、彼女を南海軍と共同で孫市の元から救出し、安全圏に到達したかに見えたが上陸直前に襲撃を受け、自分をかばった恵理を喪ってしまう。その後、密かに北日本やアメリカと通じていたロックウェルを殺害、アメリカの保護からの脱却へと動き出す。
かつて震災後に南の避難民キャンプで出会った少年が、舷一郎であると気づいており、彼と恵理との関係そして占い師の老女に言われた「二人の王」の片割れということもあってライバル心を抱いている。そして、舷一郎に対する「王としての完全な勝利」として、その命を奪うのではなく、身も心も自らに屈服させるという結論を抱く。だが表向きに隠蔽した恵理の死について舷一郎には真実を告げ、その舷一郎の願いを聞いて海峡区を見下ろせる小高い丘にある恵理の墓へと連れて行った。
2020年では、国民投票によって第2代行政長官に就任しており、名実共に南日本の元首として自分の理想を実現すべく動いている。その矢先、ポルトガルのリスボンにて亮と出会い、亮が持つ才能や、彼が舷一郎の仲間であることを見抜いた上で、南に来ないか と誘うも、断られた。
南日本独立の「壁」となった董藤を謀殺し、海峡同盟の黒幕である孫市の逮捕を試みるなど、自らの手を汚さずに政敵を尽く排除していくスタンスと日本人避難民の陳情にも一切耳を傾けない非常な性格を併せ持っている。
なお、アニメ版冒頭の大震災の場面に彼と恵理が一瞬だけ出てくる。
名前の由来は曹操（字は孟徳）。
張宗元（チャン ゾンユエン）声 - 小山力也
日本再生特区農務セクター長。元台湾マフィア「六海幇（リュウハイパン）」の乱暴者だが仁義に篤く、涙もろい一面もある。
幼い頃に台北の孤児院で育てられ、その後「六海幇」に入るが組織が孤児院時代の弟分・京明に日本人母子の殺害をそそのかしたことを知るや否や組織に反逆する。やがて舷一郎と出会い、彼と行動を共に起こすようになる。北日本に入ってからは主に恵理のボディーガードを務め、別行動をとっていたが勝呂の私兵部隊から羽田を助けて以降は行動を共にしている。
2020年では舷一郎達と共にグレイ・シティに留まり、農地やタンパク源の確保に関わる。
劇中の登場人物の中では屈指の怪力を誇り、戦闘では素手で相手の腕や首の骨を折り、極め付きは本来配管工事に用いられる大型の鉄管を振り回すというものがある。素手での戦闘能力に限定すれば劇中トップクラス。
名前の由来は張飛（字は翼徳）。
羽田遼太郎（はた りょうたろう）声 - 森川智之
日本再生特区警務セクター長。元台北警察局刑事。台湾人名「羽遼明（ユイ リャンミン）」。東京都出身。
震災時は東京の麻布北中学に通う学生だったが、夏休み中に両親のいる台湾を訪れていたため、震災に遭わずに済んだ。その後、大震災の影響で棄国者にならなければならなくなり、その道に進んだ父を恨んでいる。自分が日本人でなくなった事に衝撃を受けながらも、人種や国籍とは関係の無い「法の正義」に自らの道を見出し、徴兵制による兵役を経て警察官となった。日本人母子殺人事件と日本人避難民迫害の実態を暴き出し、舷一郎や張達と共に真実を公表する。その後は刑事を辞めて舷一郎や張と共に行動に出る。北日本入国の際は董藤の素性を探る知人上村に会うもその上村が殺され（舷一郎に董藤の素性を知らせたのは彼）、後に彼自身も北海道警察局に逮捕される。やがて入国管理センターの政治犯強制収容所に収監された後、立花によって（舷一郎をおびきだすため）護送されるが舷一郎と海峡同盟に救助される。日本海峡紛争後は勝呂の私兵らに暗殺寸前だった神林を助ける途中、自らも殺されそうになったところを張に助けられる。その後、周と舷一郎の交渉により、舷一郎共々日本国籍を取り戻した。三人の中での役割は情報収集と冷静な判断&張のブレーキ役。
2020年では亮や雲井達と共に海外避難民との交渉を行う。その途中、ベルギーにて滝沢正通の娘、日名子と出会い恋心を抱く。そして、正通の許しを得て彼女を連れ、グレイ・シティに戻った。
自分の意思とは無関係に棄国者にされたことで、日本人に戻ろうという意識が強く、台北警察局を辞職した理由にもなっている。ただし、舷一郎や張から彼等が呼びなれている台湾名の「羽（ユイ）」と呼ばれることは、特に気にしていない。また宗方や勝呂からは「台湾あがり」「元台湾の刑事」と呼ばれた。
名前の由来は関羽（字は雲長）。

## 台湾

### 反日派グループ
羽永貴（ユイ ヨングイ）
山形県出身。日南電機台北支社長で遼太郎の父。日本人名「羽田永一郎（はた えいいちろう）」
大震災時に台北で何とか会社を生き長らえようとしたが、台湾政府高官の出した「台湾人になれ」という言葉に押されて家族や社員全員と共に棄国者となった為、息子の遼太郎との溝を作ってしまう。その後、台湾政財界と結びつきを強めようとするも、葉をはじめとする彼ら反日派グループから忠誠心を試され、談合・賄賂等の闇取引に関わることを余儀なくされ、ついには汚れ仕事の必要が出てきた時に、自ら名乗りを挙げることが暗黙の常識と化してしまう。
その果てに、自らの悪事を遼太郎に突き止められるも、その際自らの本音を亡き妻の墓前で明かす。そして、最後には遼太郎の手で逮捕された。なお、彼に問い掛けられた遼太郎の言によると、犯した罪に対する刑罰は懲役20年とのこと。
劉洪文（リュー ホンウェン）
中華民国国防部参謀総長。
国防部のNo.2に当たる人物で、密かにNo.1である国防部長を表向き病気療養とした上で拘束・幽閉し、国防部を掌握する。そして、日本人避難民キャンプから脱け出してきた黒藤ら過激派グループにテロを誘発させ、国防部特殊部隊を使って過激派グループを全滅に追い込みそれに乗じて日本人避難民らの追放を試みるも、舷一郎が黒藤から入手した彼との裏取引の場面を国民の目の前で明らかにされ、他のメンバーと同様に国家反逆罪等で逮捕される。
名前は王洪文から取られている。
葉国鋒（イェ グォヨン）
台湾民自党議員。
反日派グループの急先鋒でマフィア「六海幇」を利用して日本人母子殺害を引き起こしたり、黒藤ら日本人過激派グループによるテロで台湾国民たちの排日感情を煽らせる等の画策を引き起こすも、舷一郎らの手で過激派グループとの接点を公にされ、蔡総統により国家反逆罪等で逮捕される。
なお、永貴こと永一郎の反日派グループ内での扱い、そして劇中での「棄国者を前に失言でしたか、羽さん」の言葉から見て、永一郎を本心では見下していた模様。逮捕時にもいかにも自分こそが愛国者であり、日本人が台湾に災いをもたらす種であるかのように言い放った。
名前は華国鋒から取られている。

### 六海幇（リュウハイパン）
陳春（チェンチュン）声 - 五十嵐明
台湾マフィア「六海幇」構成員。張の子分。
張に振り回されているところもあるが、彼を慕う気のいい若者。張が六海幇と袂を分かってからは、彼と共に行動し、中正公園では仲間を率いて援護する。その後舷一郎達と共に日本へ旅立つ張を見送った。
京明（チンミン）声 - 竹田雅則
張の幼い頃からの弟分。
マフィア「六海幇」にそそのかされ、報酬目当てに日本人の母子を殺害した実行犯。犯行後、舷一郎と張に説得され自首した。成り行き上、日本人避難民の大行進にも参加している。取調べの際に羽田に張の隠れ家の場所を明かしている。
楊（ヤン）声 - 大塚明夫
台湾マフィア「六海幇」幹部。通称「人切り楊」。
政府の反日地下組織の支援により日本人避難民排斥を企て、京明に日本人の母子殺しをそそのかしたことを知って怒り狂った張と死闘を繰り広げた末に止めを刺されそうになるが、最後は止めを刺されることなく見逃され、彼の感情に押されて降参する。
黄（ファン）声 - 島香裕
台湾マフィア「六海幇」会長。
台北を中心に組織を牛耳り、また政府の反日組織の支援を受けて日本人母子の殺人教唆や日本人避難民排斥を引き起こしている。

### 日本人避難民キャンプ
尾津（おづ）声 - 佐々木梅治
在台湾日本人キャンプの避難民グループのリーダー。
来年度からアメリカ及び国連からの支援が停止され、生活苦に喘いでいる日本人避難民たちを台湾人社会に適応出来るよう舷一郎たちと共に中華民国総統府に働きかけるが、対立していた黒藤のテロを止めようとし、台北中央電視台で説得に当たるも射殺される。
美代（みよ）、勇介（ゆうすけ）
避難民グループの母子。買い物に出かけた先の台北の市場で日本人であることを理由に、夏太太達台湾人から締め出しを受けるも、居合わせた舷一郎のおかげで白菜を50元で買うことができた。しかし、その日の夜に六海幇の依頼を受けた京明によって母子共々殺害される。これによって淡水の避難民グループは激高し、暴動すら起きかねない状況になるが、単身乗り込んできた羽田によって一同は落ち着きを取り戻した。
黒藤（くろふじ）声 - 咲野俊介
在台湾日本人過激派グループのリーダー。
かつてはジャーナリストであり、中東の紛争地帯でパレスチナ難民に興味を持ち、取材を行っていた。その果てに震災以降の日本人海外避難民が祖国を奪われたパレスチナ難民と同じであると思うようになり、言葉が無力で力の行使こそが重要だという考えを抱くに至った。そして、台湾人社会での日本人適応化に融和路線で解決しようとする尾津に反発し、仲間達と共に避難民キャンプを脱走して自らテロによる祖国復帰及び南北合一を果たそうとする。南日本で起きた暴動事件の際の密輸で手に入れた武器を使って台北の3つの各地を同時に襲撃するが、内2つは阻止され、結局はテレビ局の台北中央電視台を占拠する。テレビを通じて世界各国の日本人避難民たちに暴動を呼び掛けるも、国防部の特殊部隊との戦闘で部下もろとも死亡。死の直前に舷一郎に反日派グループに関する証拠を渡す。
田中（たなか）
黒藤率いる過激派グループに潜り込んだ、尾津達避難民グループの一人。黒藤のアジトを密かに尾津に報告していたが、黒藤に正体を見破られ、殺害された。しかし生前に、アジトの場所のみならず黒藤達の攻撃目標が、士林夜市・リニアモーターカー台北駅・台北中央電視台であることを報告した。
佐久間（さくま）
黒藤率いる過激派グループの一員。士林夜市を襲撃したA班のリーダー格。寺田・吉本・金子等仲間を率いるも、舷一郎達日本人の説得に心が揺らいだ末、銃を捨てて投降した。かつて震災時に、子供ながら住んでいたアパートの隣室の赤ん坊を炎の中から救い出し、説得を受けた際その時の光景が頭の中に甦った。

### その他（台湾）
淑琴（スーチン）声 - 久保田民絵
舷一郎の養母。
震災前は神戸において夫と共に中華料理屋を営んでいたが大震災時に被災、夫と共に避難している途中で日本海峡の西岸において気絶し、記憶を失っていた舷一郎を発見し、やがて祖国に帰国して15年間彼を我が子のように育てる。その際、舷一郎が唯一覚えていた「舷」から彼を「舷（シャン）」と名付ける。現在夫とは死別。旅立とうとする舷一郎を優しく見守っている。
最終話で「統一日本」成立後、台湾に立ち寄った舷一郎と再会する。
震災直後、帰国以前に避難民キャンプにいた時、舷と名付けた舷一郎が宗方・恵理と知り合ったことをきっかけに、彼女も2人と出会っている。この時舷一郎が記憶を失っていることを2人に話した。
地道行男（じみち いくお）声 - 原康義
柳拓磨の秘書。震災時に拓磨の命を受け、舷一郎と隆志・夏江夫妻を探しに出る。報道局に友人がおり、地道の捜索に協力している。その後、隆志・夏江夫妻の遺体を確認し、行方不明となった舷一郎を捜すが見つけられなかった。政府分裂時には、札幌に残る。そして台湾に渡ってやっと彼と再会、日本人避難民たちを支援する活動に出る。その後は祖国が出入国禁止令を出したためか、帰国出来ずそのまま多くの人達と共に台湾に留まり、尾津の後継として日本人避難民のリーダーとなる。その後は、舷一郎の台詞や回想でしばしば触れられる。
捜索に出る際拓磨から舷一郎に政治家としての素質を感じていると打ち明けられるが、地道自身も代々秘書として柳家の手伝いをしてきた地道家の家系や自身の経験からか、同じ見方をしている。
2020年では舷一郎の進める「第3の国」建国に同調し、羽田達と合流して海外避難民との交渉を図る。また、「建国編」最終回の扉絵に彼の姿を確認できる。
周（チョウ）声 - 後藤敦
台北警察局刑事。
遼明（遼太郎）の同僚で、彼と共に日本人母子殺人事件の真相を追っている。事件の後は舷一郎と共に旅立つ遼明を見送った。
陳麗君（チェン リージュン）声 - 小島幸子
テレビ局・台北中央電視台報道部レポーター。
多くの日本人避難民を連れてデモ行進する舷一郎らの取材を得て彼らの心情を知り、また舷一郎に台北中央電視台を占拠した黒藤の所へ案内させる。後に柳と結婚し一児（隆志にとっては孫、拓磨にとっては曾孫）を産む。
夏太太（シャ タイタイ）声 - 野沢由香里
市場の女店主。
初めは他の台湾人と同様に排日感情を抱いていたが、舷一郎と出会ってから彼の行動に賛同する。
蔡慶鈴（ツァイ チンリン）声 - 一柳みる
中華民国（台湾）総統。
親日派で避難民キャンプで貧困な生活を強いられている日本人たちをあの手この手で救済を練り、黒藤ら日本人テログループが反日派グループとの繋がりを持っていることを知るや否や彼らを生け捕りにするよう命じるも失敗。やがてその証拠を手にしている舷一郎の協力により、反日派グループを失脚させる。その後は日本本土へ旅立つ舷一郎らを温かく見守る。
彼女の父蔡文元は、震災時の中華民国総統であり、国際派としての信念から日本人避難民受け入れを決定した人物である。
ビジュアルのモデルはアウンサンスーチー。

## 南日本（サウスエリア）

### 南日本国政府・国防軍
エドワード・ロックウェル（Edward Rockwell）
南日本初代行政府長官。
アメリカ「日本復興支援機構」の副長官を経て復興省（後の行政府）長官、外国籍初の国務大臣。南日本の将来を担う人材を育成する「ロックウェル・プラン」の責任者として、夏木淳史の推薦した宗方と出会い、彼に「黒いマグマ」と呼ぶ既存の秩序への憎しみとそれを変える力を見出し、留学期限の延長や復興省長官官房室長への抜擢など重用する。当初は復興資金やアメリカ政府の後ろ盾を背景に石倉総理を傀儡化し、内政外交全般に渡って実権を握って道州制や公務員国籍条項撤廃など政経面を基本的にアメリカ型に手掛け、更にはM資源を利用してアメリカ国益を最優先することで南日本の属国化を押し進める。だが、海峡区の自治とM資源開発計画という宗方の反乱にあい、彼自身かつてM資源の存在がアメリカを含む世界中の石油資本破滅による世界恐慌を招くことを政府から猛反対されたこともあって宗方がアメリカ政府の意思から離れたもう一人の自分の姿と気づく。その後は宗方と共にM資源を利用したアメリカに頼らない新国家づくりに賛同し、これ以後南日本の実権は宗方が握ることとなる。
祖国アメリカに生まれたことを誇りに思う愛国者ではあるが、かつてベトナム戦争時に出征した兄が戦死したため（公式には遺体が発見されていないので、行方不明）、戦争を推進した当時の政権を許していない。また、石油資本権益に固執する保守的な現政権に対しても、憤りを感じている。
やがて、宗方達の手でM資源を軸としての南日本独立は実現に近づいていくも、独立を機に起こりうるアメリカ・中国からの介入を恐れるあまり、独断でアメリカそして北日本の孫市と接触するようになる。宗方と惇史の推察では、ロックウェルの狙いはアメリカと中国にM資源すなわちメタン・ハイドレートを差し出して平和的な独立を得るというもの。そのため宗方は、自身にとって政治の師であり、父親とも呼べる存在であったロックウェルとの決別を決める。そして、宗方の動きに対して彼を罷免するよう裏工作に出るが、その宗方と彼を支持した惇史を含めた行政府幹部陣の同意によって、自ら搭乗していた専用機に爆弾を仕掛けられ、爆殺された。
夏木惇史（なつき あつし）
恵理の兄。
総理政務担当秘書官で震災後の復興政策をめぐって石倉率いるアメリカ組に付く。妹・恵理が宗方に同行したことに反対したがボランティア活動で成長した彼女を見て二人の関係を認め、宗方を留学の候補者に推薦する。ロックウェル体制下の南日本樹立後はロックウェルと対立し山陽道知事に左遷されて首都復帰を目指していたが、宗方に影響されて彼と独自路線をとる。ロックウェルと宗方の和解以降は、道知事と兼任で行政長官北日本問題担当補佐官として独立を目指す。宗方が董藤とスカイビルで会見に臨んだ際に密かに特殊部隊を潜入させ、董藤の罠から宗方を救うなど、しばしば危険を顧みない行動を取る宗方をよく助ける。
宗方が恵理を取り戻すべく孫市の元へ向かう際には、「孫市に足元を見られる」と反対の意を示すが、結局は送り出した。その後、宗方が孫市の一方的な要求を退けたとはいえ、救出作戦が失敗に終わった後は、恵理と無言の対面を果たし、涙した。
宗方の公私にわたる良き理解者。群雄編第57話では「お前は命をかけて恵理を守った」と宗方に礼を言った際、「たとえ恵理がいなくても、あんたは俺の兄だ」と言われた。
名前の由来は夏侯惇（字は元譲）。
賀来嘉孝（かく よしたか）
南日本国防海軍第2艦隊司令官。階級は少将。
宗方の下で勝呂と接触し、南北自衛隊の統一を試みるも裏では宗方と共に董藤暗殺を目論む。日本海峡紛争では海峡で、第2艦隊旗艦であるイージス護衛艦「はるなみ」より、北日本自衛隊の空挺部隊が乗る輸送機及び地対艦ミサイル撃墜の指揮を執る。
その後、宗方による恵理救出作戦に参加。秘密裏に「はるなみ」にて日本海より北日本領海内に潜入する。
名前の由来は郭嘉（字は奉孝）。
ピート・奥村・リテル（ピート・おくむら・リテル）
SCIA（サウスエリア中央情報局）長官。
南日本行政府幹部にして、ロックウェルの腹心であった人物。ロックウェルが宗方罷免に動いた際、そのための裏工作を行うよう命じられる。しかし、すでに彼はロックウェルではなく宗方の方針を支持しており、事は全て宗方に筒抜けだった。そして、他の行政府幹部と共にロックウェルの爆殺を承認する。その後は日本人である宗方が次期行政長官に就任することにアメリカやスタントンが圧力を掛けてくるのではと、宗方に忠告する。
北詰芳郎（きたづめ よしろう）
南日本行政府外務大臣。
宗方のロックウェル罷免・爆殺提案を承認する。
ラーマン・エイブラヒム
南日本行政府外務省、北東アジア局長。
宗方のロックウェル罷免・爆殺提案を承認する。
片岡真澄（かたおか ますみ）
南日本行政府長官広報担当補佐官。
宗方のロックウェル罷免・爆殺提案を承認する。
石倉慎介（いしくら しんすけ）声 - 池田勝
旧日本政府内閣総理大臣。親米保守。
拓磨の親友にして政友であったが、大震災後の日本の復興支援をめぐって彼と対立。中国と組むと基本的人権が失われるという危惧は北日本の現状を予言する形となるが、拓磨が彼に言ったアメリカの奴隷という言葉もまた南日本の現状の予言となった。アメリカの支援による福岡を首都とした政府を樹立して国の復興をロックウェルに託すものの、日本の南北分断独立に遂に心を痛め、これまでのことを後悔する。
南日本政府成立後は内閣総理大臣という、国家元首のポストに位置するも自ら国の復興を託したとはいえそのロックウェルの権限が増大するにつれて「名ばかりの存在」と化していき、行政長官制施行後は自分に対する「総理」という呼称を「死語」とまで称した。また、行政府ビルにて石倉と対面した宗方はいかにも第一線を退いた元・国家元首に対するかのごとく「石倉先生」と呼んだ。
息子夫婦を失った拓磨と同様に、彼自身も大震災によって、お台場の高層マンションに住んでいた娘夫婦を失っている。
モデルは石原慎太郎。

### その他（南日本）
坂巻五郎（さかまき ごろう）声 - 内田直哉
南日本国民。震災以前は神戸在住。現在は海峡区在住にして、博多NGO、難民救済センター所属。
かつて阪神・淡路大震災にて被災した際、各地からの支援に助けられた経験から、大震災時は被災者達の復興支援活動に当たるべく、妻と高校生の娘を残して1人車に水と食料を積み込み東京へ向かうも、富士山噴火の影響で立ち往生している中箱根にて舷一郎に出会った。やがて東海・関西方面にて地震発生の予報が出たため舷一郎と彼が拾った犬と共に神戸に向かうも、発生したばかりの日本海峡にて舷一郎の訴えを聞いて転覆した船から海へと投げ出された被災者を助け出すが、舷一郎とはぐれてしまう。その後、舷一郎の拾った犬を同じ「ゲンイチロウ」と名づけ、共に南に渡って暮らす。妻と娘が亡くなった後、自殺を幾度となく考えたが、舷一郎にまた会いたいために自殺を思い留まる。ゲンイチロウが倒れていた地道を発見したことがきっかけで、舷一郎の境遇を知り、彼に舷一郎が日本海峡で生死不明になった事、そして舷一郎の言葉である「この空の上には、太陽があるんだ」を伝えた。
その後は海峡区において生活を送る一方、新博多の梶原とも交友を持ち彼がセンター長を務める難民救済センターに属するようになる。南北日本の分離独立承認には猛反発し、新博多の北日本大使館の前で抗議する。そして警備に出ていた警官隊と乱闘し、逮捕されるも翌日には釈放される。やがて、海峡紛争や董藤暗殺など様々な出来事を経て、舷一郎達が海峡区に渡ってきた時は、ケン達やゲンイチロウと共に南日本当局に身柄を押さえられた舷一郎の解放を求めるデモに参加し、宗方と決別した舷一郎達が追われる中家を飛び出したゲンイチロウに従い、地下道にてついに舷一郎と16年ぶりの再会を果たす。その後、自宅にて舷一郎の日本人避難民500万人への思いを聞き、新博多で聞いた韓国海猫島の避難民キャンプとそのキャンプをまとめる日本人の指導者の話をした。これに対して舷一郎から日本海を渡れる船の手配を頼まれ、了承する。そして厳重な警戒を途中までは順調に突破して船で韓国領海まで後一歩というところまで近づくが、ようやくめぐり合えた舷一郎と老犬となったゲンイチロウを少しでも一緒にいさせてあげようという思いが災いし、宗方に事がバレてしまう。そして、南日本国防軍のステルス攻撃ヘリに狙われるも舷一郎への完全な勝利を願う宗方により見逃された。
海峡区の自宅にある彼の自室には、舷一郎に関するネットニュース記事をプリントアウトしたものが壁に貼られている。
2020年では舷一郎の進める「第3の国」建国に同調しゲンイチロウを連れてグレイシティへ移動。亮より経験やNGOとのコネを買われてインフラ整備を任される。
ケン
ストリートチルドレン。
山陽道の海峡区にあるスラムに住んでいたが宗方と出会い、彼と意気投合し彼の設立した学校に通う。その後は友達と共に坂巻の家に同居する。分断後生まれのため「日本人」という概念を持っていないことや国籍の違う友達と共に生きる様子が宗方に「新しい国」の姿を見せた。
海峡紛争時には、本人曰く「一人前にしてもらった恩人」である宗方への恩返しとばかりに、ドクやキムと共に独自に調達した自動車と銃を手に、義勇兵として南日本国防軍に加勢。その勝利を目撃するも、その後の董藤の自らが勝者のごとき振る舞いには不満を抱く。
坂巻が宗方に追われる舷一郎達を匿ったことに対して、ドクやキムよりその事を宗方に教えるべきではないかと問われるも、ケンはこれに対して、「宗方を裏切りはしないが、密告は男のすることじゃないから嫌い」という理由で宗方に舷一郎達の事を教えないことを決める。
成人してからもドクやキムとの友情は変わらず、また舷一郎率いる日本人帰還民をめぐる、舷一郎と宗方の交渉で冷静な表情で冷静に言葉を発する宗方の本心が、大いに腸が煮えくり返っているであろうことを理解していた。その一方では宗方や南日本のためにピート率いるSCIAの非公式傘下組織である闇組織のトップとして、シゲルを始めとする面々をスカウトしては工作員にするべく過酷な訓練を課していた。
ドク
ストリートチルドレン。ベトナム人。
ケンとは親友で同じく海峡区のスラムに住んでいたが、宗方との出会いで彼の「新しい国」の姿を見つめ、その後は他の友達と共に宗方の学校に通いながら坂巻の家に同居してもらっている。
キム（金、김）
ストリートチルドレン。韓国人。
海峡区のスラムに住んでいたが、宗方との出会いを通じて親友であるケンやドクと共に坂巻の家から宗方の建てた学校に通うなどの生活態度を変える。
梶原（かじわら）
南日本NGO管理人。
新博多を中心に坂巻と共にスラムに居住する貧困者達の救済活動に当たる。雲井達が医薬品を求めて北日本から新博多にやって来た際には、彼らの頼みを聞き入れ、医薬品を提供する。やがて坂巻と同じく南北日本の分離独立承認や日本海峡紛争などが次々に起きることで、これからの将来に不安を抱く。
ちなみに宗方いわく潔癖で、例えば食料を積んだ船には犬を乗せたりは決してしないとの事。

## 北日本（ノースエリア）

### 孫市ホールディングス
孫市権作（まごいち けんさく）
北日本の投資企業孫市ホールディングスCEO。海峡同盟の黒幕。
本社のある仙台市を中心に北財界を牛耳り、海峡同盟を影で動かしている。北統治グループ「七星会」壊滅及び北平定のため、宗方にM資源開発の投資確約と引き換えに舷一郎・羽田・勝呂・海峡同盟メンバーの身柄引き渡しをさせた。その後南北停戦交渉の立会人となり身の安全を確保して七星会を告発するゲリラ放送など行動に出るが、勝呂による「七星会」メンバー暗殺に手を焼き公文に阻止するよう命じる。
その最終的な目的は北と中国を無数の流通ネットワークで結び巨大経済圏を形成するという亡き父と兄の夢を実現すること。そのためならば民主化や主権回復を先送りしてもかまわないと考えており、当初協力関係にあった舷一郎とは最終的には袂を分かっている。また、かつて二人の同志だった周復興委員長と出会い、共同歩調をとる。
震災当時は「孫市ファンド・アメリカ」の副社長としてアメリカのシリコンバレーに滞在していた。震災でダメージを受けた日本の本社のバックアップに尽力したが、その手法を批判されたため父や兄本人に対しては複雑な感情を抱いている。
2021年、北と中国の経済網を掌握する一方で、グレイ・エリアにおける舷一郎達の行動に気付き、亮との交渉で「これはレアメタルの確保に必要な行動」と偽の説明されるも、後にレアメタルのサルベージ用機材に偽装した農業機材を積んだ貨物船バイカル号が日本海で座礁事故を起こし、加えて日本人避難民帰還が一斉にヒューイット達によって報道された事で舷一郎や亮の目論見に気付き、これを潰すべく周に帰還民に対する対応を任せ、自らは北日本軍によるグレイ・エリア実効支配を正当化すべく国連安保理開催に先立ち、ニューヨークにてロビー活動を行った。
名前の由来は孫権（字は仲謀）で、亡き父と兄の遺志を継いでいるらしい描写も一致している。
公文讃（くもん たすく）
北日本反政府ゲリラ「海峡同盟」リーダー。
大震災時は陸上自衛隊員として勝呂と共に東京で災害派遣の任務で被災者達の救助活動に当たり、その後は北政府指揮下に所属していた。だが、北統治グループ「七星会」の存在や彼らの不正（武器輸出三原則、ワッセナー・アレンジメント違反）の暴露と活動阻止を部下と共に試みるも勝呂が董藤が事の黒幕であると知らぬまま董藤に知らせてしまったため失敗し、部下は董藤配下の自衛隊によって死亡し自らは脱走。その後は雲隠れし、海峡同盟を結成して密かに孫市らと共に「七星会」壊滅の機会を狙う。
途中で舷一郎、羽田、張、恵理に仲間になるよう強要するも、舷一郎から分断か統一かを確かめる為に北海道に行きたいという彼の願いを聞き入れる。勝呂の七星会メンバー暗殺には孫市の命令で苦渋でありながらも毒を盛った酒を勝呂に飲ませ、殺害する。やがて孫市の命令で彼のやり方に異を唱える舷一郎を捕らえ護送するが、片桐の機転で失敗。雲井によって故意に急所を外されながらも拳銃で数発撃たれる。
それから3年後の2021年では、雲井に撃たれた傷も癒え、孫市の部下として動いている。舷一郎達による日本人避難民の帰還に際しては周より北日本軍の大佐として富士ハイパーランド制圧部隊を任され、坂巻や中山達の身柄を拘束。そして、グレイ・エリアに展開する北日本軍が国連軍として認められた後、舷一郎を逮捕したが何者かの狙撃に倒れ、海峡同盟はそれ以降描写がなくなる。
陸上自衛隊自衛官時代や、脱走後の経験から規律の維持や命令の遵守を第1としており、命令違反や失敗を犯した部下を処罰したり射殺することも辞さない。かつて自衛官時代に対面した柳拓磨やその孫舷一郎の才能や器を評価し、舷一郎に至っては拓磨以上の器であると見出すも、舷一郎と孫市が対立するようになってからは孫市の命令のままに、舷一郎とその仲間を殺すことも辞さなくなる。こうした面を雲井は「勝呂一佐を殺してから、あんたは人間じゃない」と評した。
名前の由来は公孫瓚（字は伯珪）。
片桐（かたぎり）
雲井の部下。警察に追われて、ホテルに潜伏していたところを舷一郎らに助けてもらう。宗方の暗殺計画に狙撃役として関わるも、雲井の変心に異を唱えるが最終的には同調し、舷一郎・羽田・張・恵理が海峡同盟と別行動をとることを決めた時は雲井に加勢した。その後、雲井が海峡同盟を脱退した時は公文の配下として舷一郎拘束・護送に関わるも、舷一郎と雲井の心情に心が揺らぎ、故意に自分が運転する護送車を谷底へ落とすという事故を起こす。だが、この事故で頭部を強く打って重傷を負い、その後一切登場していないことから死亡した模様。

### 北日本統治グループ「七星会（しちじょうかい）」
董藤卓也（とうどう たくや）
「七星会」会長。初登場時は北日本国会衆議院議長。1969年11月30日生まれ。東京都出身。東京大学卒。
父は民自党代議士の董藤純也、母は銀行家の娘であるが、実は養子である。大学在学中から父の秘書を努め、26歳で衆議院議員に初当選。秘書時代に出会った柳拓磨に心酔し、政界入りすると父純也の派閥ではなく、ライバルの拓磨派に入る。幼少時の舷一郎と面識があった。派閥では、拓磨の金庫番の役割を担い莫大な政治資金を集めた他、拓磨を支持する若手議員の会「青柳会」を率いて、拓磨の幹事長就任に大きく貢献した。しかし、その金権政治ぶりや政治は力なりとする強引さから、次第に拓磨から嫌われ震災当時は遠ざけられていたが、南北分断後に呼び戻されて復権する。震災直後から人民解放軍と結びついて物資の流通を牛耳り莫大な資金力を手に入れた。この組織を元に防衛庁長官時代に当時北軍区司令官の連とともに統治グループ「七星会」を結成。勝呂ら再統一を望む自衛官とも接触し、太いパイプを築いていった。七星会による北完全支配のために手始めに華復興委員長を暗殺し、第2代委員長となる。委員長就任後南北境界警備法を成立させ、人民解放軍を札幌近郊から排除。勝呂を初め自らの息のかかった陸上自衛隊の部隊にクーデターを起こさせ、柳拓磨派の有力者を多数殺害させた。この札幌クーデターを調停役として鎮定したことで、国民の支持を得て第3代首相に就く。M資源獲得のため南の海峡区を侵攻・占領するが、日本人同士が殺し合う内戦に反発した勝呂に殺された。
養父純也から「魔物」と言われるほど、天性の凶暴さと残忍さを持ち、たとえ自分の部下や腹心であっても失敗や反逆を許さず、時には彼等ばかりか見せしめとしてその家族までも平然と殺す。これは、中学生の頃に自分の出生の秘密を知ったことで表出し、大震災時に東京の自宅で被災した折には燃え盛る街を見て「これこそ私がこの国（日本）にしてやりたかった事の全て」と言い放ち、純也の目の前で自宅に灯油を撒き、火をつけて焼き払った。
出自への劣等感の裏返しか古代エジプト王家の犬といわれるサルーキ（名前はスカーレット、性別は雌、モデルは赤兎馬）を飼ったり、馬渕首相を“謁見”させたり、皇帝を理想と語ったりするなどの絶対的権力への憧れと、戦後の日本や日本人に対する深い憎悪を持つ。
身体能力が高く、華永烈を排除する際には文字通り自らの手で首の骨をへし折って殺し、激昂した時には片手で舷一郎の襟元を掴んで持ち上げたり、金属製のナイフやフォークをテーブルに叩きつけて曲げるなど、恐るべき怪力を発揮する。その怪力と戦闘能力は張と並んで劇中トップクラスであるといえる。勝呂に殺された時も「貴様ごときに、私が殺せるはずがない」と言い放ち、89式小銃による銃撃を至近距離から2度受けながらも平然と閲兵式の壇上に登るが、3度目の銃撃でようやく死亡するに至った。
名前の由来は董卓（字は仲穎）。
立花（たちばな）
董藤の秘書。
復興委員長など北日本政府で董藤が新しい役職に就任する度に前任の秘書官を解任してそのポストに就任させてきた側近。首相秘書官就任後は董藤の私兵部隊「黒衣隊」も指揮し、舷一郎暗殺を命じられるも逆に捕らえられる。その後彼の人柄に触れ改心するも、董藤を告発しようとした矢先に先手を打たれ口封じのため黒衣隊に襲撃され、乗っていた車ごと蜂の巣にされ命を落とした。妻と2人の娘がいた。
神林曜蔵（かんばやし ようぞう）
「七星会」のメンバー。初登場時は財務大臣。
董藤殺害で生じた北の政情不安定化をきっかけに「七星会」メンバーの密会による全会一致で第4代首相に就任し、それを隠蔽するため「七星会」を最高評議会と称して全権委任や国会無期閉会を行う。しかし、孫市のバックアップで動いた舷一郎にそのことを暴露されて更には勝呂の粛清部隊に拉致監禁された。羽田と張に救助されて舷一郎から最高評議会の全権委任中止と解散総選挙の実行して「七星会」のこれまでの悪行の告白を具申され、生き残ったメンバーと共に実行を試みるが、新たに復興委員長に就いた周にそのことを告発されて失脚する。
ちなみに、かつて周が北復興の責任者の座を降ろされた際には、周への敗北宣告とばかりに日本人でありながら、中国人民解放軍の命令書を手渡している。
境玄吾（さかい げんご）
北日本陸上幕僚長（海自・空自が存在しないため事実上武官のトップと言える）。
「七星会」のメンバーで海峡紛争時、董藤の閲兵式で北日本自衛隊将兵を前に演説を行い、壇上に登る董藤を迎えた。そして、董藤が勝呂によって射殺される場面を間近で目撃する。董藤の死後、後継者の地位を狙い神林が首相に就任するのには反対であったが、密約を結んでいた原西が先手を打たれて神林に懐柔されていたため、止むを得ず容認。その後はテロから身を守るべくなりを潜めていたが勝呂の私兵部隊に襲われ、愛人もろとも殺される。
原西次郎（はらにし じろう）
北日本警察局長官。
「七星会」のメンバーで、警察組織のトップであると同時に北の司法を掌握している。南との戦時下において境幕僚長とともに七星会を掌握する密約を交わしていたが、懐柔されて神林を支持。勝呂による暗殺テロ後、北の再建に出るが、神林と同じく周復興委員長の手で「七星会」の悪行を告発され、失脚する。
咲村庸三（さきむら ようぞう）
北日本情報庁長官。
「七星会」のメンバーで、札幌クーデターや南日本との交渉における情報収集やスケジュール管理などを担当。自宅で勝呂の暗殺部隊に襲われ、董藤に脅されていただけと泣き落としを図るも、容赦なく殺される。
白朱喜（ペイ チューシー）
中国系企業「北海道計算机公司」社長。
「七星会」のメンバーで、彼も勝呂の暗殺部隊によって殺される。
三田村栄一（みたむら えいいち）
北日本大学総長。
「七星会」のメンバー。勝呂による暗殺テロから生き残り、政情不安定になった北の再建に出るが、こちらも周復興委員長に「七星会」の悪行を告発され、失脚する。

### 政府
柳拓磨（りゅう たくま）声 - 稲垣隆史
北日本初代首相。旧日本政府与党・民自党幹事長。舷一郎の祖父。親中派。享年86。東京都渋谷区出身。
大地震で息子夫婦を亡くし、孫の舷一郎とも生別。その後復興支援をめぐって石倉率いるアメリカ組と対立。政治家としては己の利害や面子よりも国民を第一に考える誠実さと信念を持つ反面政争においては手段を選ばないやり手でもあり、「爆弾」の異名を持つ。何よりもアメリカ支配を恐れ、震災直後の軍による復興支援にはアメリカ政府への派遣要請ではなく中国政府への派遣要請を主張したことが結果的には後の日本分裂を招き、市民の恨みを買う（ただし彼自身は国連主導での復興政策をめざしていた）。その一方で、戦後続いた対米従属政治脱却の立役者や、中国に対して互角に渡り合える政治家として、官民問わず彼を慕う者も多い。石倉の南日本政府樹立以降、中国の支援による札幌を首都とした北政府を樹立して首相に就任。その後は病に倒れながら（拓磨によると地道が日本を離れた後に心臓病を患ったという）舷一郎と15年振りに再会するのだが、董藤に謀殺される。孫の舷一郎に「道を切り開く」政治家としての強い資質を見出しており、死の間際にそれを伝えた。
死後、遺体は舷一郎や海峡同盟の手で火葬され、北海道虻田郡に墓を建てられた。第95話にて舷一郎が羽田・雲井・片桐の警護付きで墓参りに訪れた。
馬渕啓太郎（まぶち けいたろう）
北日本第2代首相。
北復興委員会を中国影響下から脱却させようとするが、董藤の本心を見抜けず彼の委員長就任を手助けしてしまう。その後内閣改造で七星会関係者の排除を目論むも、首都・札幌で起きた董藤による自衛隊の狂言クーデターにはまり、失脚させられた挙句董藤の手で、北日本自衛隊最高指揮官としてのクーデターに対する引責自決を理由にした自殺に見せかけて、額を拳銃で撃ち抜かれて殺される。
死後、北日本自衛隊のトップの死によって、クーデター声明中で名指しで批判された中国は連の根回しもあって態度を軟化させ、また董藤と勝呂の密約であるクーデターに関与した自衛官への免罪も合法化された。また、董藤と手を結んだスタントンの意向により、CIAによって彼が自ら拳銃の銃口を額に当てて自殺する場面の合成映像が作られ、董藤が海峡紛争の果てに海峡区に乗り込むのと前後して南日本行政府へと送られた。後に周真瑜が七星会を告発した際に暗殺の事実が公表されたが、「自殺」を追認した米中政府が批判されることもなく、死が政争に利用されている。

### 復興委員会
華永烈（ホア ヨンリェ）
初代北日本復興委員会委員長。
復興委員会を北の最高機関と自負し、震災後の北の軍事面及び政経面を中国型の政策を手がけて支配してきた。南北連絡協議の北側代表でもあり、南代表のロックウェルや宗方と駆け引きを繰り広げたが、七星会の勢力を拡大しようとする董藤の策略を察知し、失脚させようと試みるも逆に董藤に首をへし折られ殺され、彼の秘書である藤永は立花と交代させられる形で解任された。公式には過労による心筋梗塞で急逝と発表されている。折り紙が趣味らしく、公務中にも折っている描写がある。
周真瑜（ヂョウ ジェンユイ）
第3代北日本復興委員会委員長。
かつて人民解放軍中佐（実際にはこの階級は中国語では「中校」と呼ばれる）時代に復興政策の責任者として連北軍区に配属される。中国本土から北に渡る経済物資の横流しによる連北軍区司令官の陰謀を親交のあった孫市賢一郎、策太郎親子と共に突き止めたが、二人は謀殺され、自らも大陸の地方軍区に左遷された。そして札幌クーデター/日本海峡紛争/北政府要人暗殺で政情不安定化した北の再建を名目に総参謀副総長となった連の計らいで復興委員長に就任し、その直後自分の立場を利用して連を失脚させる。それから札幌全土に大量の中国軍を増派又は進駐させ、孫市と連携して統治グループ「七星会」メンバーの物資横流し・世論操作・暗殺等の告発やそれに伴う最高評議会の解散や全権委任法の撤廃、政治犯釈放を推し進め、宗教団体「既望の会」の摘発まで行った。舷一郎を復興委員に指名し、協力するよう呼び掛ける。また、形の上での民主化と、その背後での実質的な属国化をもくろんでいる。
後に、舷一郎らの活動阻止に失敗した事で、党から糾弾され、拷問の末に死亡したが、最後まで孫市を庇い続けていた。その最期を知った孫市は中国に恭順し中国企業側に株式を譲る一方で、霊廟を爆破しかつての野望を自ら葬った。
北の最高権力者でありながら、自身の命の恩人の遺族である孫市を主君のごとく尊重し勤勉に付き従う。
名前の由来は周瑜（字は公瑾）。
ポン淵明（ポン・ユエン・ミン）
第４代北日本復興委員会委員長。
周と対立していた。
服部博之（はっとり ひろゆき）
北日本復興委員。元北最高裁判事。
周委員長の下で選出された一人で舷一郎の提案したICチップによる管理社会の撤廃には反対したが、やがて彼の提案（反中思想の政治犯釈放・公職選挙法改正を名目にした選挙誘導への反対・総選挙後の復興委員会解散）に賛同するようになったことで周の謀略により、高校教諭である息子の淫行事件をでっち上げられ、これを理由に委員会を追放される。
瀬川昇一（せがわ しょういち）
北日本復興委員。前駐中国北日本大使。
周委員長の下で選出された一人で彼もまた舷一郎の提案に賛同するようになり、周の謀略で交通事故を起こし、罷免される。
石橋守直（いしばし もりなお）
北日本復興委員。北経団連会長。
真鍋智彦（まなべ ともひこ）
北日本復興委員。北毎読新聞社社長。
周委員長の下で選出された一人で、周の施策が民主化の名を騙った欺瞞であることを内心では冷笑的に見つつも異を唱えることはしなかったが、服部や瀬川が舷一郎に賛成する意を変えず、松崎も舷一郎の提案に賛成したのを見て自らも賛成する。周の謀略に気付き、舷一郎に感化された委員たちの糾合を諮るも、彼もまた董藤政権下に犯した贈賄・背任・横領の罪で逮捕され、委員会から追放される。だが、その直前に会社のウェブサイトに周と孫市による北復興の陰謀を告発する内容を書き込み、その情報は羽田を経由して舷一郎の元へ届くことに。モデルは渡邉恒雄で、劇中では葉巻を愛飲している。柳琢磨とは古くからの親交があった。
松崎将一（まつざき しょういち）
北日本復興委員。ノンフィクション作家。
周委員長の下で選出された一人で、自らが董藤政権下で董藤を絶賛し武力統一を支持する本執筆したことと、それをバイブルにしたまま海峡紛争で死亡した自衛官とその姉のホステスの言葉を聞いて、舷一郎の提案に賛成の意を示す。その結果、周の謀略によって委員を自己都合退職する。元は毎読新聞社の政治部記者で、柳琢磨の番記者だったことがある。
向谷雄一郎（むこうたに ゆういちろう）
北日本復興委員。仙台市長。
周委員長の下で選出された一人。
林商隠（リン シャンイン）
北日本復興委員。全球投資公司北日本経理。
周委員長の下で選出された一人。

### 北日本自衛隊
勝呂奉一（すぐろ ぶいち）
北日本陸上自衛隊北部方面隊第11師団第10普通科連隊長。一等陸佐。
公文とは同期で彼の脱走後は中国の属国と化している北の現状打破の目的達成のため、董藤に賛同。自衛隊による札幌でのマッチポンプのクーデターの指揮を執り北日本国営放送局長の井川を殺害する。（自身は表向き鎮圧部隊を装った）これにより一躍成功を収めるものの、後に武力で強硬に日本再統一を目論む董藤を理解できず、宗方の勧めもあって彼を殺害する。それがもとで一時期精神を病む。療養してそれを克服したかに見えたが、自分に賛同する部下たちと共に北統治グループ「七星会」メンバーの暗殺テロを行うが、公文により毒を盛られる。舷一郎からは毒があると教えられるが公文を信じて自ら毒を飲み死亡。死に際に舷一郎に北の未来を託した。その手腕を評価している公文とは対照的に柳拓磨に対しては批判的であり、後に公文と接触した際には拓磨の派閥を「日本と自衛隊を中国に売った売国奴」と言い放っている。

董藤以外でスカーレットが懐いている唯一の人物(董藤いわく「恋する娘」)。
名前の由来は呂布（字は奉先）。
三島（みしま）
北日本陸上自衛隊自衛官。勝呂の部下の1人。
海峡区侵攻に際してアメリカから日本を取り戻すと意気込むが、勝呂の敵側の人命重視命令に反発、山陽道庁ビルでの勝呂と舷一郎との董藤告発に関する会話を盗み聞きし、勝呂がビルから出たところを狙撃する。その後、南日本国防軍のヘリからの銃撃で死亡するが、死後も精神を病んだ勝呂の前に幻影として姿を現した。

### 既望の会
夏木恵理（なつき えり）
宗方のかつての恋人。1985年生まれ。震災当時は健常者だったが、現在は全盲。宗方と同じ高校に在学していた。因みに宗方とは性行為の描写もある。
宗方と共に東京で大地震に遭い、兄・惇史の止めも聞かず南日本に向かう。福岡のNPOで宗方と共に貧困者たちの生活支援のボランティアをするも、ボランティアの限界を感じて国費留学生となる道を選んだ宗方と被災者一人一人の心の救済が必要と考える自分との間の溝に悩み、結果彼からの渡米の誘い（恵理は国費留学生ではないが、宗方曰く「カップルで行くのは賛成」との理由で誘われた）を断って北日本の北海道、旭川に渡る（因みに恵理も宗方に一緒に旭川に行こうと誘うが断られている）。その後より現地の人々を救いたいという想いから、北海道に比べてより苛酷な環境の本州へ渡り、とある難民キャンプにて火事に遭遇。火事の中から子供を救い出すも、自らは熱と光を両目に浴び、医師と医薬品が不足していたため満足な治療が受けられずに盲目になる。その後は宗教的な救済に目覚め、剃髪して難民キャンプを回って説法を行い、ついには難民キャンプさえも飛び出して行方不明になっていたが、北政府が影で支援する新興宗教団体「既望の会」の教祖・十六夜となり海峡区で宗方と再会。その後、董藤に操られている教団の実態に気づき脱会して舷一郎らと出会い共に行動する。周による「既望の会」摘発に際し、雲井から身を隠すよう言われるが、信者を見捨てることは出来ないと警察局へ出頭。その後は孫市により、舷一郎への切り札（およびサウスエリア=宗方との外交カード）として奥尻沖の島にある和風家屋に監禁されていたが、その後宗方の自身が体を張り、南海軍をも動員した救出作戦により南側に身柄を保護される。しかし上陸直前、孫市の差し向けた追っ手の凶弾から宗方を守る為にその身を挺する。女性としての面と宗教家としての面の間で苦しむ様をなぞらえるように、志を同じくする舷一郎に「既望の会」を託し、最後に視力が回復したことで一人の女性として宗方の側にいられた事を喜びながら、倒れた。
宗方については愛している反面、彼の作る国が「人々が悲しむ」という思いからそこを自分のいる場所ではないと考えている。一方舷一郎については「他人の苦しみを自分の事として考える」という点で共感し、惹かれるものを感じているが、その反面彼の作る国を「人々が戸惑う」と評し、認めていない。そして孫市については「黄金の衣をまとった哀れな子供」と評し、「荒野に立つ2人の王」である宗方・舷一郎より格下に見ている。
死後、宗方の情報戦略によって一部で生存説も流れたが、当の宗方が確認しているので死亡は確実である。また、公式上は混乱を防ぐ為、南日本への亡命中に船から転落事故死したと南日本当局によって発表された。ただし、星川ら「既望の会」信者は恵理が信者を置いて亡命するはずがないとその発表を信じていない。
名前の由来は夏侯恵（字は稚権）。
星川宿海（ほしかわ すくみ）
新興宗教団体「既望の会」教祖理事。
教祖・十六夜こと恵理と共に北日本の支援を受けて布教活動を行っている。恵理の脱会後も偽の十六夜を立てて布教活動を行い、董藤支持の方針を打ち出すも彼の死後は行方をくらます。その後、留萌の閉店したコンビニで独自に布教活動を行う中、その情報を入手した竹内とコンタクトを取り、結果として舷一郎達と接触する。その際、舷一郎から恵理を宗教家・十六夜に祭り上げたことを見抜かれる。
震災前は兄とともに架空投資詐欺を行っていた。震災で負傷し死んだ兄を看取った恵理を「聖女」と確信し、自身の再起に利用しようとした。しかし恵理からその逮捕直前に接触してきた時、そうした行動が無二の存在であった兄を喪った事への内罰行為であった事を指摘され、自分を許すようさとされる事で、真に己を改める事となる。舷一郎への伝言を恵理から託された事により、その意を汲んで教団の人間を集め、志を同じくする決意を彼に告げる。そして南日本へ脱出する舷一郎達を見送った。
竹内（たけうち）
「既望の会」幹部。星川と違い、純粋に恵理の定めた救済を旨とする教義に殉じる人間。そのため、星川による教団掌握後は密かに教団を離れ恵理、張と行動を共にすることに。その後、留萌にて星川と再会し、和解に至る。
児島（こじま）
竹内と同じく恵理を支持する人間、というのは表の顔。正体は宗方が恵理の護衛兼監視役として送り込んだ工作員。恵理の出頭後は消息捕捉のため公文を拘束するよう宗方から命令を受けるが成り行き上、張や竹内と共に舷一郎奪回に協力する。

### その他（北日本）
上村春樹（うえむら はるき）
フリーのルポライター。
かつては東京の麻布北中学に通う、羽田の同級生だったが、大震災の末生き残った都民と共に北海道へと避難し、政府分裂を経て北日本国民となった。学生時代より文芸部に属するジャーナリスト志望者で、その道に入るも北日本政府・復興委員会によって報道の自由が制限され、ジャーナリズムが地に落ちた現状に不満を抱く。そのため、密かに北日本の暗部を調べ、北日本統治グループ「七星会」とそのトップである董藤の存在に気付き、さらには董藤が純粋な日本人ではなく中国残留孤児2世という出生の秘密にまで迫った。その結果、これに感付いた董藤にマークされる中、札幌市内で北日本に密入国した羽田と再会、北日本の現状と董藤に関する情報を話す。その直後、自分を尾行していた中国兵に気付き翌日の夜8時に円山公園で会おうと約束して別れるが、羽田が円山公園に到着した時には既に殺されていた。なお彼の死は、公式には暴漢による殺人事件ということになっている。名前の由来は村上春樹。
董藤純也（とうどう じゅんや）
董藤卓也の父。新潟県出身。
昔は旧日本政府・民自党のNo.3で柳拓磨を窮地に追込む程の政治家であったが、現在は北日本の入国管理センターの政治犯収容所に収監されている。卓也の父であるが実は彼とは直接の血の繋がりが無く、卓也は中国残留孤児で離れ離れになった純也の腹違いの妹の子で養子にしたことから、後に自らの出生の秘密を知った彼を残忍化させるきっかけを創ってしまう（ただし、卓也に出生の秘密を知らせる以前に、彼が生まれついての残忍な精神の持ち主である兆候はあった）。
彼が父親不明の卓也を養子にしたのは、卓也が血の繋がった甥であることもあるが、最大の理由は彼自身が生まれつき無精子症を抱えており、妻静子との間に子宝に恵まれなかった為。
孫市堅一郎（まごいち けんいちろう）
孫市権作の父。
マゴイチ・ホールディングス創業者。
震災後の北日本復興を周と共に全力を挙げ、その途中で連による支援物資等の横流しの事実を知る。それを暴きだそうとするが、裏をかかれて拷問を受けた末に交通事故死に見せかけて謀殺された。死後、札幌のマゴイチ・コーポレーション社屋内にある権作のオフィスに、彼と策太郎の遺影が飾られ、その遺影を目にした周は思わず涙した。
名前の由来は孫堅（字は文台）。
孫市策太郎（まごいち さくたろう）
孫市権作の兄。
マゴイチ・ホールディングス二代目CEO。
父の堅一郎や周と共に北日本の復興を手掛け、連の物資横流しの事実を暴き出そうとするも、同じく父と共に拷問の末に謀殺された。震災後に権作が行った企業買収を「死肉に群がるハゲタカ」と批判していた。
名前の由来は孫策（字は伯符）。
栗本（くりもと）
旧柳拓磨派の元民自党政調会長。
札幌クーデター後に政府を追われるが、舷一郎が北日本に再入国後密かに連絡を取り合っていた。勝呂一派の蜂起後、舷一郎や同じく旧柳拓磨派の副島・今井と共に神林と対面。北日本再建のために共闘することを誓う。その後、孫市や周の行動に不審を抱いていた矢先、舷一郎拘束・抹殺を狙う警察局の家宅捜査が入るが何とか自身は拘束を逃れ、舷一郎達と合流した。
副島（そえじま）
旧柳拓磨派の元民自党国会議員。
舷一郎と共に北日本再建に向けて動くが、孫市と周による警察局の家宅捜査に遭い、身柄を拘束される。息子慎一郎（しんいちろう）と孫娘がいるが、慎一郎は彼とは対照的に警察局の家宅捜査が来るまで北日本民主化を信じ、楽観視していた。
今井（いまい）
旧柳拓磨派の元民自党員。
孫市と周による警察局の家宅捜査に際し、副島に直ちに逃げるよう電話した。

## 再生特区日本

### 既に舷一郎達と共感した人々
雲井竜児（くもい りゅうじ）
日本再生特区医療セクター長。元北日本反政府ゲリラ「海峡同盟」関東支部責任者。北海道旭川市出身。
大震災時には医師の父と共に多くの被災者らの治療に当たっていたがいつまでたっても救援物資が入手出来ず、多くの人々の命を救えなかった。やがて北を支配している統治グループ「七星会」の存在と彼らの救援物資の横流しの実態を知り、非合法を承知の上で救援物資入手のため、闇物資の密輸に関わる。そのことを父から咎められるが、後に彼の心情を理解して七星会の国家犯罪を国連に告発しようとした父が抹殺され、それ以降は闇物資の運び屋を経て海峡同盟に加わった。
宗方の暗殺計画を試みるも舷一郎の活躍により阻止され、彼の説得もあって中止する。また、公文の命令で北海道へ向かう舷一郎・羽田・張・恵理を尾行し舷一郎が祖父の拓磨と共に董藤らに捕らえられたところを助け出すも拓磨の救出には敢え無く失敗する。その後は舷一郎の護衛として行動を共にすることが多くなる。七星会失脚後は海峡同盟が孫市と周の私兵と化している現状に疑問を覚え脱退した。舷一郎達の南日本への密航に際しては、海峡同盟時代に安全な航路を熟知していた関係で、密航船の航路を指示した。
元々医師であった父を尊敬して自らも医師を目指す学生であったこともあり、優れた頭脳を有する。海峡紛争時には南日本当局の極秘回線に割り込み、宗方との連絡を可能とした。また、銃の扱いに天性の才能があったのか初めて手にしたリボルバーで、相手が近距離で雲井に油断していたこともあってたった1発の銃撃で殺したこともある。そのリボルバーは舷一郎との初遭遇時も使用していたが、舷一郎に独自行動をさせるべく片桐達と共に公文に銃口を向けた結果、その件へのペナルティーで取り上げられたのか以降は自動式拳銃を使用。
2020年では舷一郎の進める「第3の国」建国のため、羽田達と共に海外避難民との交渉役を担う。日本再生特区建設後は医療従事者の経験から医療セクター長を務める。
名前の由来は趙雲（字は子龍）。ちなみに趙雲は劉備に仕える前は公孫瓚の家臣だった。
坂巻五郎
#その他（南日本）を参照。

### 韓国海猫島日本人避難民キャンプ
葛城亮（かつらぎ りょう）
海猫島日本人避難民キャンプ（해묘도일본인피난민캠프）を率いる「伝説のリーダー」にして、優れた頭脳を持つ技術者。
自身や日本人技術者の技術を元手に韓国企業と連携し、キャンプを韓国における生産工場地帯に発展させ、韓国政府からの支援金打ち切りに関係なく経済的に自立出来る基盤を築いた。しかし、本来韓国社会のお荷物である日本人避難民が経済的に成功したことへの反発や、韓国裏社会からの利益要求を拒否したことに対する武力行使を考慮して、外部の人間には自らが「伝説のリーダー」であることを隠し、最愛の妻明子やキャンプ長の荻森を影武者に立てるようになった。
そんな中、海猫島にやって来た舷一郎が明子と荻森が自身の影武者であることを見抜き、500万人の日本人避難民を救いたいと訴える姿を別室で隠しカメラの映像越しに見、舷一郎達の前に姿を現す。そして、舷一郎に対して行動の無計画さや宗方や孫市を簡単に信用する人を見る目の無さ、舷一郎の行動の失敗により関わった人間が危機に陥ると批判した。しかし、舷一郎の中に自分には無い、やらねばならないと思ったことを実行に移す「人間力」があることを感じ、その点には好感を抱いていた。そして、舷一郎の前に姿を現し、自分の頭の中に日本人避難民を救う方法があると語った。韓国企業の名を借りて北日本に入国してグレイ・シティに移動した後、南北不可侵領域であるグレイ・シティを日本人避難民が生きる場所である「第3の国」とすることを明かし、現地で自給自足を行う切り札である不死鳥（フェニックス）の存在を明かした。
それから2年後の2020年、不死鳥を用いての稲の栽培試験や重村との出会いを経て、グレイ・シティを舷一郎に任せて自らは羽田達を率いて海外避難民との交渉に乗り出し、ポルトガルのリスボンにやって来た宗方の様子を観察。かつて宗方の記事にあったわずかな手がかりだけで宗方の外出先を探り出して接触し、宗方がグレイ・シティを「第3の国」として認めることを承知の上で独断でDデイの情報を明かした。
名前の由来は諸葛亮で、舷一郎が荻森、明子を経て3人目に亮と出会う場面は「三顧の礼」を髣髴とさせる。
葛城明子（かつらぎ あきこ）
葛城亮の妻。
普段は夫亮を支えているが、表向きのリーダーである荻森が「伝説のリーダー」では無いと気付かれた場合はその相手に対して、亮の影武者として対面し、交渉をする。亮に愛と信頼を寄せ、彼が海猫島に必要不可欠な存在と思っている。
舷一郎と荻森の交渉現場である店でウェイトレスを装って舷一郎達と接触後、荻森が「伝説のリーダー」でないと見破った舷一郎に亮の影武者として対面し、舷一郎の訴える日本人避難民500万人を救う事に協力することで、未だ問題を抱える海猫島日本人避難民キャンプが危険なことになるとして拒否の姿勢を貫く。そして、舷一郎から別れ際の握手を求められるがこの握手で自分が技術者ではなく、「伝説のリーダー」でもないことを見破られ、亮が出てくる事態となった。その後、一見物別れに終わった亮と舷一郎の交渉を見て亮が舷一郎に惹かれている事を指摘していた。その予想通り亮は舷一郎の下へ赴き、彼女に「私の星と巡り会えた」と告げる事になる。離れ離れになったが、劇中での描写を見る限り2人の関係に特に問題は無い模様。
名前の由来は諸葛亮の字である、孔明。
荻森（おぎもり）
海猫島日本人避難民キャンプのキャンプ長を務める技術者。
震災以前は研磨工場の工場長を経営しており、その頃から海外の企業とも付き合いがあったため自然とキャンプ長となる。しかし実際は「伝説のリーダー」を求めてやって来る外部の人間に対して、自らがそうだと答える表向きのリーダーとしての、亮の影武者。「難民救済センターの柳田」と偽名でやって来た舷一郎の素性を見抜いた上で、自分が「伝説のリーダー」であると答えるが影武者であることを見抜かれる。そのため、明子の元へと案内するがそこでも明子が影武者であると見抜かれ、亮が自ら姿を現すことになる。
中山（なかやま）
亮の部下である技術者。
技術者としては優秀な部類であり、新製品開発や生産ラインの調整など重要な分野で亮を支える存在。亮が舷一郎に不死鳥の存在を明かした時、そのサンプルであるバラを植えた鉢植えを通信映像を介して見せた。その後、グレイ・シティの亮や舷一郎達と合流し、不死鳥による稲の栽培試験に関わる。

### 新たに舷一郎達と共感した人々
重村太一（しげむら たいち）
富士山近郊の流民キャンプを束ねる日本人。貧富格差の激しい南日本や管理社会である北日本を嫌い、各地を流離っていた。
舷一郎達が富士山近郊の栽培試験場から稲を盗んだ犯人を追った末に、遭遇した張本人。草一本生えない土地で、食料のあるところから盗んで食う生活を送っていたが、舷一郎や亮によって盗んだ稲を進呈され、涙して食べた。その後は舷一郎達と協力して農地や食糧確保に尽力する。そして、帰国した亮より羽田の下で警備隊を編成するよう命じられ、羽田の部下となった。
滝沢正道（たきざわ まさみち）
欧州日本人避難民派遣会社「ユーロ・テンポラリー」代表取締役で、日南子の父。震災以前は東京都の目黒川近くに在住。
大震災の時、妻と家を失う中娘日南子を抱いて裏の目黒川に飛び込んで、火の海と化した街から逃れた。その後は日本人避難民としてベルギーに渡り、苦労を重ねてヨーロッパ社会の中で信用を勝ち取り、現在の地位と財産を築いた。それ故、被災した己が過去に戻りたくないという思いが強く、目黒川の中で抱きしめた日南子を手放そうとしなかった。そういう思いから「第3の国」建国への協力を求めにやって来た羽田の提案に反対するが、日南子が被災者という殻の中から抜け出して日本へ帰ることを望み、なおかつ彼女が羽田に恋をしているのを目にするに至り、18年間守り続けてきた彼女をようやく手放した。その後は自らが裏から支えている避難民ギルドを介して、羽田達へ松島文吉に関する情報を伝えたり、グレイ・エリアが収穫期を迎えるまでの間に帰還民が必要とする半年分の食料を送るよう手配した。
滝沢日南子（たきざわ ひなこ）
正道の娘で、彼の秘書。
大震災の時父正道に抱かれて火の海に呑まれた街から逃れ、正道と共に日本人避難民としてベルギーへと渡った。以降は正道の手伝いをしているが、彼とは対照的に望郷の念が強く、反対されてもなおその思いを抱き続けた。そんな中やって来た羽田に恋心を抱き、自分を連れて帰るように訴えるも「あなたを嫌いではないが、それでは正道への礼を欠き、スジが通らない」と断られた。そして正道が決めた婚約者との会食当日、「礼儀を守る羽田は決して動かないから、私から飛び込むしかない」と気付いて正道や婚約者に婚約解消を告げると会食の席を立って飛び出した。そこで自分を待っていた羽田と出会い、なおかつ正道が羽田に自分を託すのを見届けた。

### その他（再生特区日本）
武部（たけべ）
重村率いる流民キャンプの一員で、重村とは10年来行動を共にしてきた。稲泥棒を追ってきた舷一郎達を仲間と共に発見し、重村の下へと連行した。重村が舷一郎達と協力関係を結び、亮の意を受けて警備隊を編成したからはその隊員となる。しかし実は、南日本在住の弟が海峡紛争に対し戦争反対を叫んだ件で当局に逮捕され、収監されたことで南日本の工作員となり、人質となった弟を救おうと密かに舷一郎達の情報を南日本の福岡と海峡区へ送信していた。そして、南日本に向けた不審な送信記録に日南子が気付いたのがきっかけとなって、あえて重要な情報を公開することで工作員にリアクションを起こさせて燻り出そうと考えた亮の罠にはまり、ノートパソコンで情報を送信しようとした現場を確かな証拠として羽田と重村に押さえられ、反逆罪で逮捕されるか、送信のキー操作を止めるべく撃ち殺されるかという選択を迫られる。だが、代表者である舷一郎が流血を望まないという打算と、情報を送信しなければ弟が死ぬという恐れから送信を強行しようとして、重村に頭部を拳銃で撃たれて絶命した。
死後、回収されたノートパソコンの中にあった文面に「M資源」の記述があったことから、舷一郎達はM資源の存在を知ることとなった（M資源の存在については、亮や海猫島の開発スタッフによって推測されていた）。

## 日本

### 政府分裂以前に死亡・行方不明となった人々
柳隆志（りゅう たかし）声 - 大川透
旧日本政府、民自党衆議院議員。舷一郎の父で、拓磨の息子。東京都渋谷区出身。
拓磨いわく「政治家としては三流の甘い奴」だが、政界の名門柳家の知名度や基盤、そして彼の誠実な性格より世間から尊敬を受ける政治家であった。また、息子舷一郎に対しては妻夏江と共に「政治家にプライベートはない」と自らの仕事理念について教え、舷一郎も優しい性格ゆえにそれを受け入れた。しかし、大震災において箱根の別荘に残してきた舷一郎への親心や、これまで息子にかまってやれなかった後悔から、災害出動した自衛隊の車列に先導されて別荘に向かう。しかし、途中で発生した余震に巻き込まれ運転していた車のコントロールを失い、崖下へと転落。夏江と共に死亡する。
死後その様子を先導していた自衛官より聞き、遺体を確認した地道によって2人の死の模様は拓磨へと伝えられ、それから15年後に舷一郎を見つけた地道により、舷一郎に伝えられる。その慈愛に満ちた両親の最後の行いに、舷一郎は涙した。しかし、舷一郎は、淑琴の事を考えてかその後は2人の事を語る事も、亡くなった彼らの墓参りに訪れる事も無かった。
柳夏江（りゅう なつえ）声 - 日野由利加
舷一郎の母で、隆志の妻。
議員である夫隆志を妻として支え、選挙の際も隆志と共に有権者に訴えるなどまさに「よき政治家の妻」であった女性。しかし、大震災時には隆志の言葉を受け、舷一郎を迎えに行く。しかし、隆志の運転する車が余震に巻き込まれて崖下へ転落し、帰らぬ人となった。
舷一郎に対しては夫隆志同様に接する時間が少なかったが、舷一郎自身は生来の優しい性格からそれで両親を恨むことはなく、別荘から出かけた先で被災した際には「早く戻らないと両親が心配する」と思うほどだった。ただ、親にかまってもらえない寂しさを感じてはいたのか、動植物に興味を抱き、いつしか独自の世界を築くようになった。これによって蓄えられた知識の数々が、結果として被災時の舷一郎自身を救うことになった。
宗方健造（むなかた けんぞう）
宗方操の父。東京都板橋区出身。震災時（2002年）の年齢は46歳。
町工場「宗方製作所」を経営していたが、バブル崩壊後の不況の中受注が減って経営が悪化し、借金漬けに陥ってしまう。こうした状況下で妻に去られ、経営を改善する策を見出せずにいた末精神的に衰弱し、息子操と娘美晴を殺して無理心中を図ろうとするにまでなってしまう。これに対して操が発案した妻の親族のいる九州への夜逃げを受け入れるも、大震災時に家が火事に見舞われ、娘が助けを求めるその家の中へと入っていった姿をサラ金業者が目撃したのを最後に、行方を絶つ。ただし、美晴共々遺体は確認されておらず、操は恵理と共に2人の生存を信じ、九州へ向けて旅立った。
操は健造を取り巻く状況に一定の理解を示す一方、自らを取り巻く状況を打開出来ぬまま、無理心中まで図ろうとした事については、否定的な感情を抱いている。その思いから操は後にロックウェルを爆殺する直前、自分は育ての父も同然と言うロックウェルに対して「父親は憎むべき存在でしかない」と言い放った。
宗方美晴（むなかた みはる）
宗方操の妹。東京都板橋区出身。震災時（2002年）の年齢は10歳。
兄操を慕う心優しい少女。操も父健造が無理心中まで図ろうとする中、「妹には俺しかいない」と思うほど大切にしていた。しかし、大震災時に火事になった家の中に取り残されたまま行方を絶ち、操は悲しみを抱いた。その後、父と妹の生存を信じて恵理と九州へ向かう途中に寄った関西の闇市にて、操は美晴らしき後姿をした子供を見つけ駆け寄るが、その子供こそ記憶を失った舷一郎であった。
美晴の存在は行方を絶ってからも操の心の支えであり続け、アメリカへ旅立つ時も彼女が生きがいを感じる国を作ると恵理に告げている。
後に操が南北渡航禁止令と南北境界線確定のため南北間協議に臨んだ折、仮眠をとっていた操の夢の中で日本分断に反対する人々が操を罵る中、その夢の中に健造と共に現れた。

### その他（日本）
高梨（たかなし）
JNSテレビの報道部所属。地道の友人。震災直後にヘリで富士山方面への取材に向かうがてら地道をヘリに同乗させ、箱根まで送り届けた。その際、富士山噴火の可能性と噴火被害の予想を地道に語る。その後、津波で水没した東京都を上空からリポートした。
森村秀一郎（もりむら しゅういちろう）声 - 石塚堅
大震災において「日本分断」を予想した地質学者。
大震災が「日本分断」を引き起こした理由を一刻も早く突き止めたい思いから、前々からのコネを使ってアメリカによる日本海峡の海底調査に同行し、その海域が世界に類を見ないほどのメタンハイドレートの鉱床であることを発見、アメリカ政府に「森村文書」を提出。しかし、世界のエネルギー事情が一変し支持基盤のオイルメジャーが損害を受けることを恐れたアメリカ政府に「M資源」として隠匿され、彼自身はカリフォルニア大学サンディエゴ校の海洋地質学教授に招聘されるが事実上アメリカ政府による軟禁下に置かれている。

## アメリカ合衆国
大統領（姓名不明・2002年当時）声 - ロバート・ボールドウィン
大震災直後、在日米軍と同盟国日本の安全確保のための救援を表明したが、在日米軍に人命救助よりも文化財保護を優先させる命令を出したことが柳拓磨に不信感を覚えさせる。その結果、日本政府からの支援部隊派遣要請で中国に出遅れる形となる。
その容姿は同じ作者の漫画『イーグル』に登場するアルバート・ノアに似ている。
国防長官（氏名不明・2015年当時）
ロックウェルに大統領選への出馬を勧めたが、彼がかつて自身も考えていた「M資源」開発を軸にした南日本復興計画を含むアメリカ支配からの独立国家路線を宗方に示され迷いが生じていた時期のため断られた。ちなみにかつてロックウェルの計画を認めなかった一人。
ジェームズ・G・スタントン(James G. Staunton)
アメリカ合衆国国務次官補（アジア・太平洋担当）。
日本海峡紛争での停戦交渉に仲介役として出るが、裏では董藤とのパイプを持っており、親米路線の復活及び維持を条件にM資源確保を目的とした海峡区占領と宗方ら南日本政府要人の失脚を共に目論んでいた。これは彼のアメリカ政府内における信任の厚さから、事実上アメリカ政府の総意でもあった。日本海峡紛争直前の夏木との会談で、アメリカ軍の紛争介入を72時間留意することを決めた。董藤の死後は弱体化した七星会に見切りをつけたのか、周率いる中国軍が北日本に増派された際は何の声明も発しなかった。その後は、M資源の権益獲得のため南日本首脳の中でも米中の介入を恐れるロックウェルに接近。

## 中華人民共和国
趙（チョウ）
震災当時（2002年）の駐日大使。
大震災に遭った日本政府に対し、論語を語りつつ復興支援の申し出をする。彼の申し出と、当時のアメリカ政府並びに大統領の言動、そして中国とのパイプを有する柳拓磨の提案により、石倉は中国の思想を危惧しつつも中国側に復興支援要請を行う。この際、趙は日本側に最初に災害視察団を送ると語るも、実際にやって来たのは視察を名目とした大規模な中国人民解放軍の進駐部隊であった。
劇中で直接登場したのはごくわずかながら、中国による対日復興支援のきっかけを作り、なおかつ対日影響力を増やしたいと考える中国当局の思惑を表すなど、重要な役割を果たした。
連（リャン）
中国人民解放軍総参謀本部副総長。
人民解放軍北日本軍区司令官時代に組織した「七星会」の活躍により出世してきた黒幕。董藤の北完全支配のため手を貸し、彼の亡き後は「七星会」の北支配に不安感を抱いて周真瑜を北復興委員長のポストに就かせる。しかし、過去に周と親交のあった孫市の父・堅一郎や兄・策太郎が彼と共に物資の横流しの事実を掴んだことで口封じに二人を謀殺して周を地方に左遷したために、その復讐による彼の手で中央軍事委員会の隔離審査に懸けられ、失脚する。
周陽明（チョウ ヤンミン）
中国共産党中央軍事委員会主席。
元中国国家主席、中国共産党総書記で、北京の老帝とよばれる中国指導部の最高実力者。柳拓磨とは深い親交があり、中国の対日復興支援も両者のパイプによって継続していたようなもの。また、そのパイプを互いの後継者が継承することになっていたため董藤は自分を後継者として周に紹介するよう拓磨を脅迫していた。北へ赴く周真瑜に舷一郎の人物を見定めるよう命じる。後に亡くなる。モデルは鄧小平。

## 国際連合
シャルル・ゾラ(Charles Jolla)
国連事務総長日本問題担当特使。建国編ではフランス国連大使。フランス人。
国連南北日本視察団の団長をつとめたリベラル派の官僚。親日家で米中による分断統治と南北日本の分離独立には反対する立場だったが、宗方に「M資源」の存在とそれを利用した彼の外交戦略を明かされて興味を示し、彼の視察団同行を認める。
視察以降は南日本独立と「M資源」実用化に向けて、日本における権益を独占する米中に反感を抱く、祖国フランスを含めたEU諸国と交渉。また、反米アラブのアイマン財団やメタンハイドレートを保有しながらも実用技術を持たないロシアのゲーンリフ財団との交渉もまとめる。
それから月日が流れた2020年12月、EU首脳会議に宗方がオブザーバーとして参加することを認めるよう手を回し、EU諸国が南日本の独立を認める姿勢であることを世界に示した。